# Lobatiriccardia lobata
Lobatiriccardia lobata là một loài rêu trong họ Aneuraceae. Loài này được Schiffner Furuki mô tả khoa học đầu tiên năm 1991.